# China Seas
China Seas is een Amerikaanse avonturenfilm uit 1935 onder regie van Tay Garnett. Destijds werd de film in Nederland uitgebracht onder de titel Op weg naar Singapore.

## Verhaal
Onder het commando van kapitein Alan Gaskell wordt een lading goud vervoerd naar Hongkong. Er bevinden zich meerdere mensen aan boord van zijn schip. Sommige mensen kunnen wel heel goed met elkaar opschieten, anderen kunnen het bloed wel van elkaar drinken.

## Rolverdeling
| Acteur           | Personage        |
| ---------------- | ---------------- |
| Clark Gable      | Alan Gaskell     |
| Jean Harlow      | China Doll       |
| Wallace Beery    | Jamesy MacArdle  |
| Lewis Stone      | Davids           |
| Rosalind Russell | Sybil            |
| Dudley Digges    | Dawson           |
| C. Aubrey Smith  | Guy              |
| Robert Benchley  | McCaleb          |
| William Henry    | Rockwell         |
| Liev De Maigret  | Mevrouw Vollberg |
| Lilian Bond      | Mevrouw Timmons  |
| Edward Brophy    | Timmons          |
| Soo Yong         | Yu-Lan           |
| Carol Ann Beery  | Carol Ann        |
| Akim Tamiroff    | Romanoff         |